# Brennan on the Moor
Brennan on the Moor(브레넌 온 더 모어)는 아일랜드의 고전 포크송이다. 아일랜드에서 악명 높았던 노상 강도 윌리 브레넌(?~1804)의 이야기를 다루고 있다. 윌리 브레넌은 의적이었다는 직접적 언급은 없다. 그러나 이렇게 발라드로 기리고 있을 뿐만 아니라 평가하기를 '용감하고 대담하며 겁 없었다' 고 하는 것을 보면 의적이었을 가능성이 높다. 왜냐하면 아일랜드에서 당시에는 잉글랜드 제국의 억압과 착취로 말미암아 생계형 범죄가 들끓었고, 이런 분위기 속에서 한국의 홍길동이나 임꺽정 같은 의적들이 많이 나타났기 때문이다. 1804년 체포되어 카운티 코크에서 교수형에 처해졌다. 곡은 1859년경에 나왔는데, 작사, 작곡자는 모두 미상이다. 문체는 발라드 체로 되어 있다. 발라드 체란, 운문의 형식을 취하고 있지만 내용은 서사적인 것이다. (그렇다고 서사시는 아니다. 이야기를 풀어 나가는 것이다.) 마치 대한민국의 판소리가 운문 형식을 취하고 있지만 내용은 흥부와 놀부 이야기, 토끼와 자라 이야기를 풀어 나가는 것처럼 말이다. 이 곡 또한 윌리 브레넌의 범행과 체포 과정을 이야기 체로 풀어 나가고 있다. 고전 포크송들 가운데 상당수가 이러한 발라드 체이다. 밥 딜런이 지은 'Ramblin' Gamblin' Willie'라는 곡은 이 곡을 미국 버전으로 패러디한 곡이다.

## 가사
It's of a brave young highwayman this story we will tell,
용감한 젊은 산적에 대한 이야기를 우리가 들려주리라,

His name was Willie Brennan and in Ireland he did dwell.
그의 이름은 윌리 브레넌, 아일랜드에 살았노라.

'Twas on the Kilwood Mountains he commenced his wild career,
킬우드 산에서 그의 거친 삶을 시작했고,

And many a wealthy nobleman before him shook with fear.
많은 부유한 귀족들이 그 앞에서 두려움에 떨었다네.
And it's Brennan on the moor, Brennan on the moor,
그리고 브레넌은 황야에, 브레넌은 황야에,

Bold, brave and undaunted was young Brennan on the moor.
대담하고 용감하며 굴하지 않던 젊은 브레넌은 황야에.
One day upon the highway, as Willie he went down
어느 날 대로를 따라 윌리가 내려갈 때

He met the mayor of Cashel, a mile outside of town.
캐셀의 시장을 만났네, 마을 밖 1마일 쯤에서.

The mayor, he knew his features and he said, "Young man," said he,
시장은 그의 얼굴을 알아보고 말했다, "젊은이여," 그가 말하길,

"Your name is Willie Brennan, you must come along with me."
"당신 이름이 윌리 브레넌이오, 나와 함께 가야 하오."
And it's Brennan on the moor, Brennan on the moor,
그리고 브레넌은 황야에, 브레넌은 황야에,

Bold, brave and undaunted was young Brennan on the moor.
대담하고 용감하며 굴하지 않던 젊은 브레넌은 황야에.
Now Brennan's wife had gone to town provisions for to buy,
이제 브레넌의 아내는 마을에 식량을 사러 갔다가,

And when she saw her Willie she commenced to weep and cry.
그녀의 윌리를 보고는 울며 슬퍼하기 시작했네.

Said, "Hand to me that ten-penny," as soon as Willie spoke,
"그 10페니를 내게 건네주오," 윌리가 말하자마자,

She handed him a blunderbuss from underneath her cloak
그녀는 망토 밑에서 총을 꺼내 그에게 건넸네
For young Brennan on the moor, Brennan on the moor,
젊은 브레넌을 위해 황야에서, 브레넌은 황야에,

Bold, brave and undaunted was young Brennan on the moor.
대담하고 용감하며 굴하지 않던 젊은 브레넌은 황야에.
Now with his loaded blunderbuss—the truth I will unfold—
이제 장전된 총을 들고 - 진실을 밝히리라 -

He made the mayor to tremble, and he robbed him of his gold.
그는 시장을 떨게 만들고, 그의 금을 빼앗았네.

One hundred pounds was offered for his apprehension there,
100파운드의 현상금이 그의 체포를 위해 걸렸고,

So he, with horse and saddle, to the mountains did repair,
그래서 그는 말과 안장을 타고 산으로 달아났네,
Did young Brennan on the moor, Brennan on the moor,
젊은 브레넌은 황야로, 브레넌은 황야로,

Bold, brave and undaunted was young Brennan on the moor.
대담하고 용감하며 굴하지 않던 젊은 브레넌은 황야로.
Now Brennan being an outlaw upon the mountains high,
이제 브레넌은 높은 산 위의 무법자가 되어,

With cavalry and infantry to take him they did try.
기병대와 보병대가 그를 잡으려 시도했네.

He laughed at them with scorn until at last 'twas said
그는 그들을 조롱하며 비웃었지만 마침내

By a false-hearted woman he was cruelly betrayed,
한 배신자 여인에 의해 잔인하게 배신당했다네,
Was young Brennan on the moor, Brennan on the moor,
젊은 브레넌은 황야에서, 브레넌은 황야에서,

Bold, brave and undaunted was young Brennan on the moor.
대담하고 용감하며 굴하지 않던 젊은 브레넌은 황야에서.